# 勒潘 (滨海夏朗德省)
勒潘（法語：Le Pin，法語發音：[lə pɛ̃] ⓘ）是法国滨海夏朗德省的一个市镇，位于该省东南部，属于容扎克区。

## 地理
勒潘（45°19'0"N, 0°17'46"W）面积2.46 平方千米，位于法国新阿基坦大区滨海夏朗德省，该省份为法国西部滨海省份，北起旺代省，西临大西洋，南至吉倫特省，东南接多爾多涅省，东北接德塞夫勒省接壤，东临夏朗德省。
与勒潘接壤的市镇（或旧市镇、城区）包括：尚蒂亚克、沙特内、梅里尼亚克。

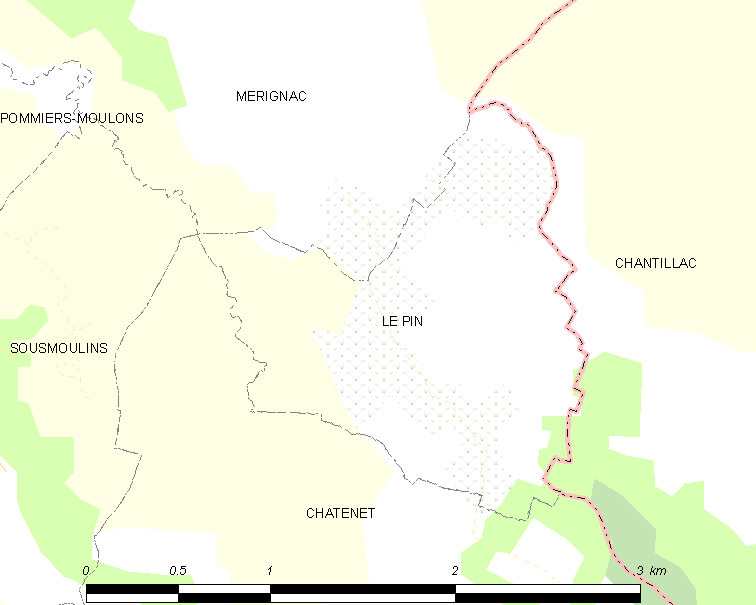
的OSM定位图

勒潘的时区为UTC+01:00、UTC+02:00（夏令时）。

## 行政
勒潘的邮政编码为17210，INSEE市镇编码为17276。

## 政治
勒潘所属的省级选区为三山县。

## 人口

1962-2008年间人口变化图示

勒潘于2022年1月1日时的人口数量为71人。